# Skopelos
Skopelos (griechisch Σκόπελος (f. sg.) ‚Felsenklippe‘) – in der Antike auch Peparethos (Πεπάρηθος) genannt – ist eine griechische Insel der Nördlichen Sporaden. Zusammen mit einigen umliegenden unbewohnten Inselchen bildet Skopelos eine Gemeinde in der Region Thessalien.

## Lage
Skopelos liegt etwa 4 km westlich von Alonnisos, 8 km östlich von Skiathos und 25 km nordöstlich von Euböa. Mit einer Fläche von 95,131 km² ist Skopelos die zweitgrößte Insel der Nördlichen Sporaden.

## Geographie der Insel

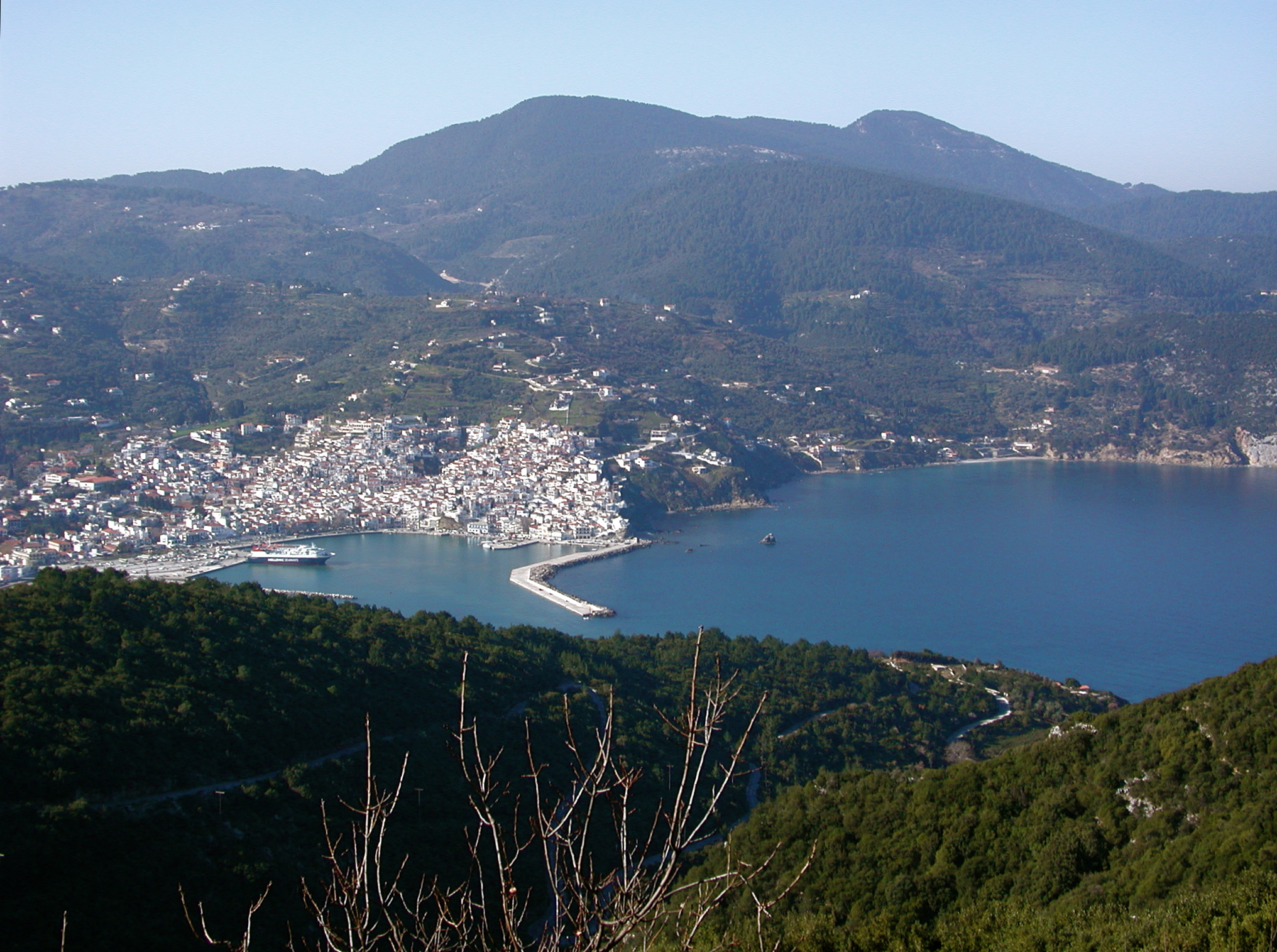
Der Hauptort Skopelos

Die Insel Skopelos besteht aus zwei Felsmassiven ungleicher Größe. Eine schmale Ebene, die von der Bucht von Skopelos, dem Hauptort, nach Süden bis zum Kap Stafilos verläuft, trennt beide Teile. Der kleinere, östliche Teil ist sehr steil und unzugänglich. Der Gipfel des Felsmassivs heißt Palouki, die maximale Höhe ist 567 m.
Der wesentlich größere West- und Nordteil hat eine maximale Höhe von 682 m. Der Gipfel heißt Delfi. Die Nordostküste ist steil. An der West- und Südküste gibt es zahlreiche Buchten und Strände.
Die Insel ist stark bewaldet, typische Anbauprodukte sind Wein und Pflaumen.

## Gemeindegliederung

### Übersicht
Administrativ untergliedert sich Skopelos in zwei Stadtbezirke und eine Ortsgemeinschaft. Die Einwohnerzahlen entstammen der Volkszählung von 2011.
- Stadtbezirk Skopelos (Δημοτική Κοινότητα Σκοπέλου), 3.286 Einwohner
  - Skopelos (Σκόπελος (f. sg.)), 3.090 Einwohner
  - Agnondas (Αγνώντας (m. sg.)), 22 Einwohner
  - Kalogyros (Καλόγηρος (m. sg.)), 6 Einwohner
  - Myli (Μύλοι (m. pl.)), 23 Einwohner
  - Panormos (Πάνορμος (m. sg.)), 76 Einwohner
  - Stafylos (Στάφυλος (m. sg.)), 69 Einwohner
- Stadtbezirk Glossa (Δημοτική Κοινότητα Γλώσσης), 1.168 Einwohner
  - Glossa (Γλώσσα (f. sg.)), 993 Einwohner
  - Atheato (Αθέατο (n. sg.)), 12 Einwohner
  - Loutraki (Λουτράκι (n. sg.)), 163 Einwohner
- Ortsgemeinschaft Klima (Τοπική Κοινότητα Κλήματος), 506 Einwohner
  - Neo Klima (Νέο Κλήμα (n. sg.)), 463 Einwohner
  - Klima (Κλήμα (n. sg.)), 43 Einwohner

### Orte
Der Hauptort Skopelos liegt im Südosten der Insel, an der Nordküste. Skopelos ist das wirtschaftliche Zentrum der Insel und der bedeutendste Hafen. Gut die Hälfte der Inselbewohner lebt hier. Die historische Altstadt ist der Anziehungspunkt für den Tourismus.
Die weiteren größeren Orte liegen im Norden der Insel:
- Glossa, der zweitgrößte Ort, liegt im äußersten Norden, 200 bis 250 m über dem Meeresspiegel.
- Loutraki ist der Hafen von Glossa und der Hafen, den die Fähren von Volos zuerst anlaufen. Hier existierte bis 1950 die letzte Werft der Insel, in der mit heimischem Holz Schiffe bis zu 25 m Länge gebaut werden konnten.[2]
- (Palio) Klima ist eine alte Ortschaft im Norden, unweit von Glossa.
- Neo Klima (anderer Name Elios) wurde 1965 drei Kilometer südlich von Klima an der Westküste angelegt, nachdem der alte Ort Klima durch ein Erdbeben schwer beschädigt wurde.

Ansonsten finden sich auf der Insel nur kleine Dörfer und Siedlungen. Panormos liegt an der größten Bucht der Westküste mit ausgedehntem Strand. Agnondas an der Südküste ist der dritte Hafen der Insel (mit gelegentlichem Fährverkehr). An der Straße zwischen Agnondas und Panormos liegen die Siedlungen Alikias, Ditropos und Loutsa, nördlich davon Mortero. 1,5 km westlich von Agnondas liegt Limnonari an einer malerischen Bucht.
Im Inneren der Insel, in einer Entfernung von 5 bis 6 km vom Hafen Skopelos, liegen Pefkias, Diakopi, Ananias, Pirgos, Karia und Pano Karia. Der einzige Ort an der steilen Nordostküste – dort gibt es weder Strand noch Hafen – ist Kalogeros.
Stafylos liegt an der Südostküste am Ende der Ebene, die vom Hafen Skopelos nach Süden führt und die Insel in zwei Teile teilt. Kambos und Aloupi sind Siedlungen in unmittelbarer Nachbarschaft von Skopelos.
Im südöstlichen Teil der Insel, östlich der Ebene zwischen Skopelos und Stafilos, gibt es keine Siedlungen aufgrund des steilen Geländes und der unzugänglichen Küste.

## Geschichte
Archäologische Forschungen brachten in Sendoukia, im Zentrum der Insel, Gräber zu Tage, die aus der Jungsteinzeit stammen und den Schluss nahelegen, dass es zu dieser Zeit auch schon Siedlungen auf Skopelos gab. In der Bronzezeit war die Insel eine Kolonie des minoischen Kreta. Im Jahr 1936 wurde ein extrem reich ausgestattetes Grab entdeckt. Unter den Beigaben war ein vergoldetes Schwert aus späthelladischer Zeit. Es ist das größte entdeckte mykenische Schwert.
Skopelos ist das antike Peparethos (Πεπάρηθος), das 342 v. Chr. durch Philipp von Makedonien verwüstet wurde. Laut Legende sollen Peparethos und Staphylos, Söhne von Ariadne und Dionysos, in der Bucht gelandet sein, die heute den Namen Staphylos trägt. Staphylos soll dann der erste König der Insel gewesen sein; sein Grab soll 1927 entdeckt worden und die Funde nach Volos gebracht worden sein.
Von 1600 bis 1100 v. Chr. war die Insel von Mykenern bewohnt. Später gehörte Skopelos wie auch die übrigen Nördlichen Sporaden zum Attischen Seebund.
Um 200 v. Chr. gerieten die Inseln Skiathos, Skopelos und Alonnissos in mehreren Konflikten zwischen dem römischen und dem mazedonischen Reich zwischen die Fronten, da sie strategisch als günstiger Vorposten für Flotten gelegen waren. Immer wieder wurden sie ausgeraubt, z. T. wohl auch entvölkert, erholten sich allerdings relativ schnell und kamen wieder zu wirtschaftlichem Wohlstand.
Zwischen dem 1. und dem 3. Jahrhundert n. Chr. fasste das Christentum auf den Inseln Fuß. Für das Jahr 343 ist die Teilnahme von Bischof Reginos von Skopelos an der Synode von Sardika belegt, so dass zu diesem Zeitpunkt bereits eine unabhängige Diözese für Skopelos angenommen werden kann. Die Inseln gehörten zu dieser Zeit zur Provinz Thessalien, die zwar wohlhabend war, aber sich in militärischer Hinsicht wenig um ihre Randgebiete kümmerte, so dass die Inseln häufig den Überfällen von Piraten ausgesetzt waren.
Von 1207 bis 1454 gehörten die Inseln der venezianischen Familie Ghisi. 1537 wurden sie von Barbarossa geplündert und kamen unter osmanische Okkupation.

## Wirtschaft
Im 18. und 19. Jahrhundert war Skopelos ein bedeutender Standort für Handelsschifffahrt und Schiffbau. Mit dem Aufkommen der Dampfschifffahrt endete diese Ära. Bis heute allerdings sind insbesondere viele Männer der Insel zumindest für einen Teil des Jahres auf See.
Bis ins 19. Jahrhundert war der Wein ein wichtiger Wirtschaftsfaktor. Er wurde nach Kairo, Russland, Europa und in die Türkei exportiert. Eine massive Zollanhebung in Russland 1874 brachte dies zum Erliegen; die Reblaus versetzte den Weingärten um 1940 dann den Todesstoß.
Erst im letzten Viertel des 19. Jahrhunderts begannen Oliven auf Skopelos eine größere Rolle zu spielen. Obstbäume (Zitrus, Äpfel, Birnen) waren verbreitet, und im 20. Jahrhundert entwickelte sich die Landwirtschaft zum Haupterwerbszweig. Dies änderte sich erst mit dem Aufkommen des Tourismus.

## Einwohnerzahlen
Die Bevölkerungszahlen waren im Laufe der Zeit starken Schwankungen unterworfen. 1853 entsprach die Einwohnerzahl noch 15 % der Einwohner Athens, von 1855 bis 1870 jedoch reduzierte sich die Bevölkerung um 30 %, bis 1890 etwa um weitere 20 %. Nach dem Niedergang der Schifffahrtsindustrie emigrierten zwischen 1900 und 1920 viele Bewohner von Skopelos vor allem nach Florida. Wie auf vielen Inseln fand bis etwa 1970 ein weiterer Bevölkerungsrückgang statt. Der aufkommende Tourismus seit etwa 1970 verdrängte den bisherigen Hauptwirtschaftszweig der Insel, die Landwirtschaft, schuf aber auch neue Arbeitsplätze, die es jungen Leuten ermöglichten, auf der Insel zu bleiben.
| Jahr | Einwohner                                |
| ---- | ---------------------------------------- |
| 1981 | 2.728 (Gemeinde Skopelos)                |
| 1991 | 2.603 (Gemeinde Skopelos), 4.658 (Insel) |
| 2001 | 3.027 (Gemeinde Skopelos), 4.696 (Insel) |
| 2001 | 1.195 (Gemeinde Glossa)                  |
| 2001 | 0.415 (Gemeinde Neo Klima)               |

## Sonstiges
Die Insel war Urlaubsort des deutschen Sängers Ivan Rebroff, der dort eine Villa hatte und 1991 zum Ehrenbürger von Skopelos ernannt wurde. 2007 fanden auf der Insel die Dreharbeiten von Mamma Mia! statt.